# Macroleptura regalis
Macroleptura regalis là một loài bọ cánh cứng trong họ Cerambycidae.